# بينونسيس (آن)
بينونسيس (بالفرنسية: Bénonces)‏ هي بلدية فرنسية تقع في إقليم الآن في فرنسا. رمز إنسي لها هو:1037. أما الرمز البريدي لها فهو: 1470.